# 阿尼尼
阿尼尼（印地語： 英語：），一譯阿提尼，是印度东北部阿鲁纳恰尔邦的迪邦山谷县的首府。由于偏僻的地理位置，该镇尚不发达。然而，它仍然有基本的道路和空中交通来与印度其他地区交流。义都米什米部落的人在此地居多。这个小镇完全依赖于附近位于迪邦山谷较低处的主要聚居点罗营（英語：Roing）来满足大部分的商业需求。